# Etničke grupe Češke
Etničke grupe Češke:  10,186,000 stanovnika UN Country Population (2007)
- Albanci 10,000
- Angloamerikanci 10,000
- Arapi...300
- Austrijanci 9,200
- Britanci 6,800
- Bugari 4,000
- Grci 1,000
- Hrvati 3,000
- Česi 9,399,000
- Francuzi 1,000
- Kinezi 10,000
- Mađari... 19,000
- Nijemci 100,000
- Poljaci 80,000
- Portugalci 300
- Romi različite skupine: (slovački) 62,000; Karpatski Romi 220,000 govore romski; Romi (nomadski 7,000; Sinti 5,100, govore romski.
- Rumunji 300
- Rusi 33,000
- Rusini 4,100
- Slovaci 306,000
- Slovenci 20,000
- Srbi 2,000
- Španjolci 400
- Talijani 1,600
- Ukrajinci 22,000
- Vijetnamci 17,000
- Židovi 7,000

## Vanjske poveznice
- Czech Republic